# Gekko verreauxi
Gekko verreauxi là một loài thằn lằn trong họ Gekkonidae. Loài này được Tytler mô tả khoa học đầu tiên năm 1865.

## Hình ảnh

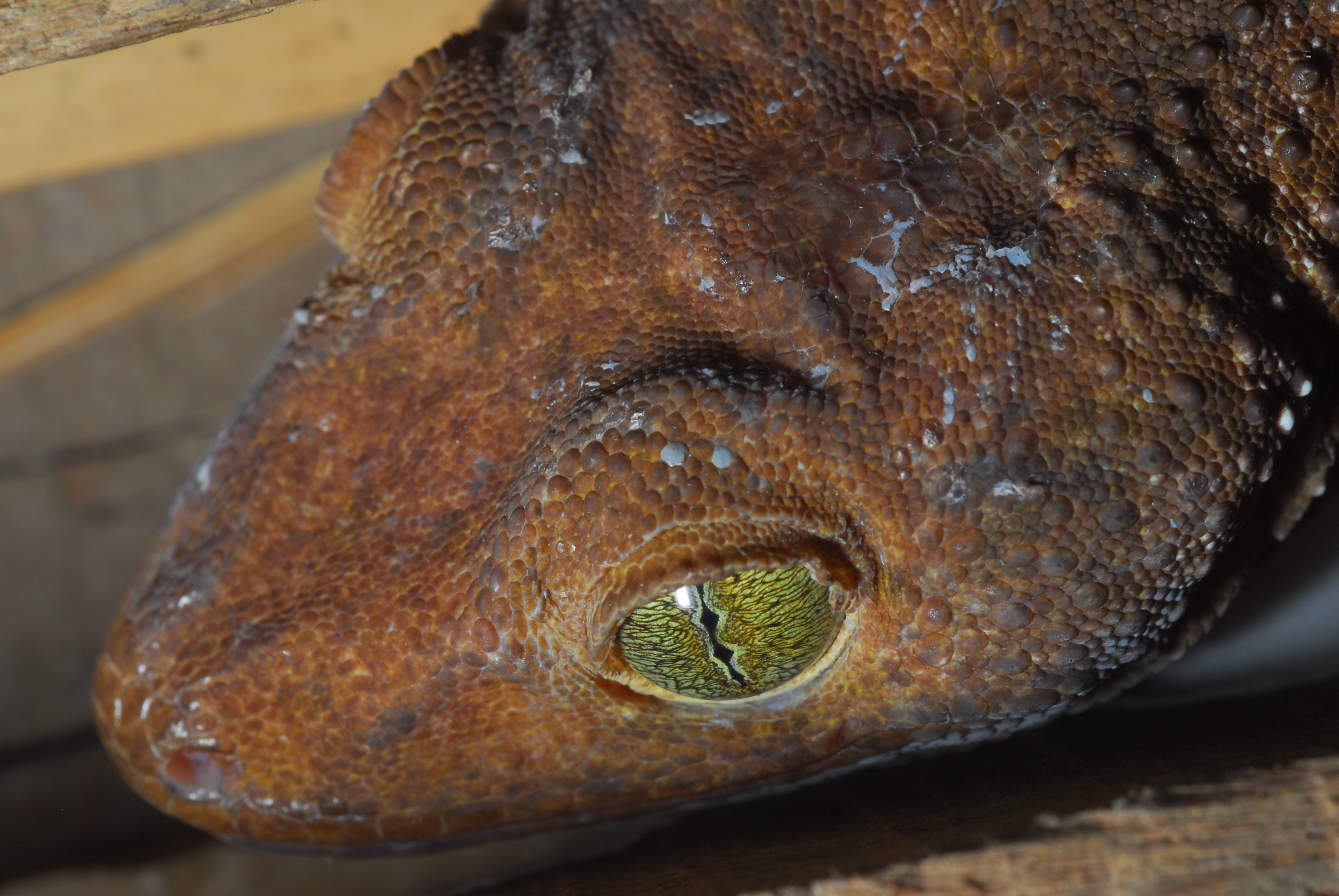